# Château de Lazenay
Le château de Lazenay est un logis médiéval proche de la ville de Bourges, dans le Cher, situé rue de Lazenay, le long du plan d'eau dit du lac  d’Auron, qui lui-même est une création moderne du XXe siècle.

## Situation
Le château est situé le long des berges de la rivière Auron, juste en amont de la cité de Bourges et ainsi à 3 km de la grosse tour de Philippe Auguste, qui marquait le centre administratif et défensif de la ville au Moyen Âge, il est sur le trajet de la route départementale 106, qui se dirige vers Dun (autrefois « Dun le roi »).

## Historique
Cette maison forte avec ses fossés, siège en contrebas d’un site gallo-romain, marqué en particulier par des sépultures explorées dans les années 1990 et 2000, avant d’être couvertes par les lotissements et le golf de Bourges.
Le « domaine d’Azenay » fut vendu en 1265 par Robert Bourguignon à Robert de Clamecy, un bourgeois fortuné de la ville de Bourges et à son fils Guiot de Clamecy, qui fit construire le logis porche actuellement visible, au tournant du XIIIe siècle avec un moulin, qui a disparu, bien avant la formation du lac d’Auron.
La même famille le conserva jusqu’à la vente en 1496 à Guillaume Compaing, qui fit faire des aménagements en 1503 et en 1506.
Au cours du XVIe siècle, il changea de propriétaires et aboutit en 1574 dans les mains de Jehan Niquet, abbé de Saint-Gildas de Châteauroux, qui l’ayant acquis, le donna comme résidence de campagne aux Jésuites de Bourges.
Le site, selon Buhot de Kersers possédait :
- un circuit de murailles
- divers corps de logis
- une chapelle précédée d'une galerie.

Buhot de Kersers poursuit : « L'étage supérieur contient une chambre éclairée d'une fenêtre sur la cour et de deux sur le dehors, formées d'ouvertures géminées ayant pour linteau une seule pierre dont la face simule deux arcades trilobées : les saillies intérieures des lobes et leur angle supérieur sont garnis de boules en saillie. »
En 1562, Charles IX et Catherine de Médicis, y aurait séjourné deux semaines lors du siège de Bourges.
Lors de la confiscation des biens de l’église lors de la Révolution française, le château fut vendu comme bien national et c’est Alphonse Charles Soulard, qui l’acquiert, le complète d’une grande maison bourgeoise construite en 1876, ne gardant le logis porche que comme dépendance agricole.
Le site passa ensuite sous la propriété du petit séminaire et finalement de la municipalité de Bourges, le bâtiment médiéval restant en déshérence jusqu’à sa couverture provisoire et son étude archéologique en 1994, mais sans mesure de protection particulière pour l’instant, alors que le logis principal a bénéficié d’une certaine occupation et surtout d’une transformation en résidence hôtelière en 1996 après une rénovation étendue.
Il est classé au titre des monuments historiques par arrêté du 10 février 1994, modifié par arrêté du 19 mai 1994.

## Architecture du logis porche
Sans préjuger de ce qu’il était initialement, faute de fouilles plus approfondies, le logis porche est constitué de deux structures jointives :
- le porche proprement dit, de plan carré surmonté d’un étage et s’ouvrant sur la façade et sur la cour, par des portes en arcs brisés donnant accès au porche lui-même, initialement couvert par une voûte en croisée d’ogives, qui a disparu, remplacée par un plancher en bois ;
- et un logis rectangulaire, avec un étage le prolongeant vers le sud avec des fenêtres géminées et un accès sur cour par une petite porte en arc brisé et un autre intérieure pour communiquer avec le porche, alors qu’une cheminée plus récente occupait le mur pignon sud, coté cour.

Jusqu’en 1994, on accédait à l’étage par un escalier en bois et les charpentes sont en chêne.

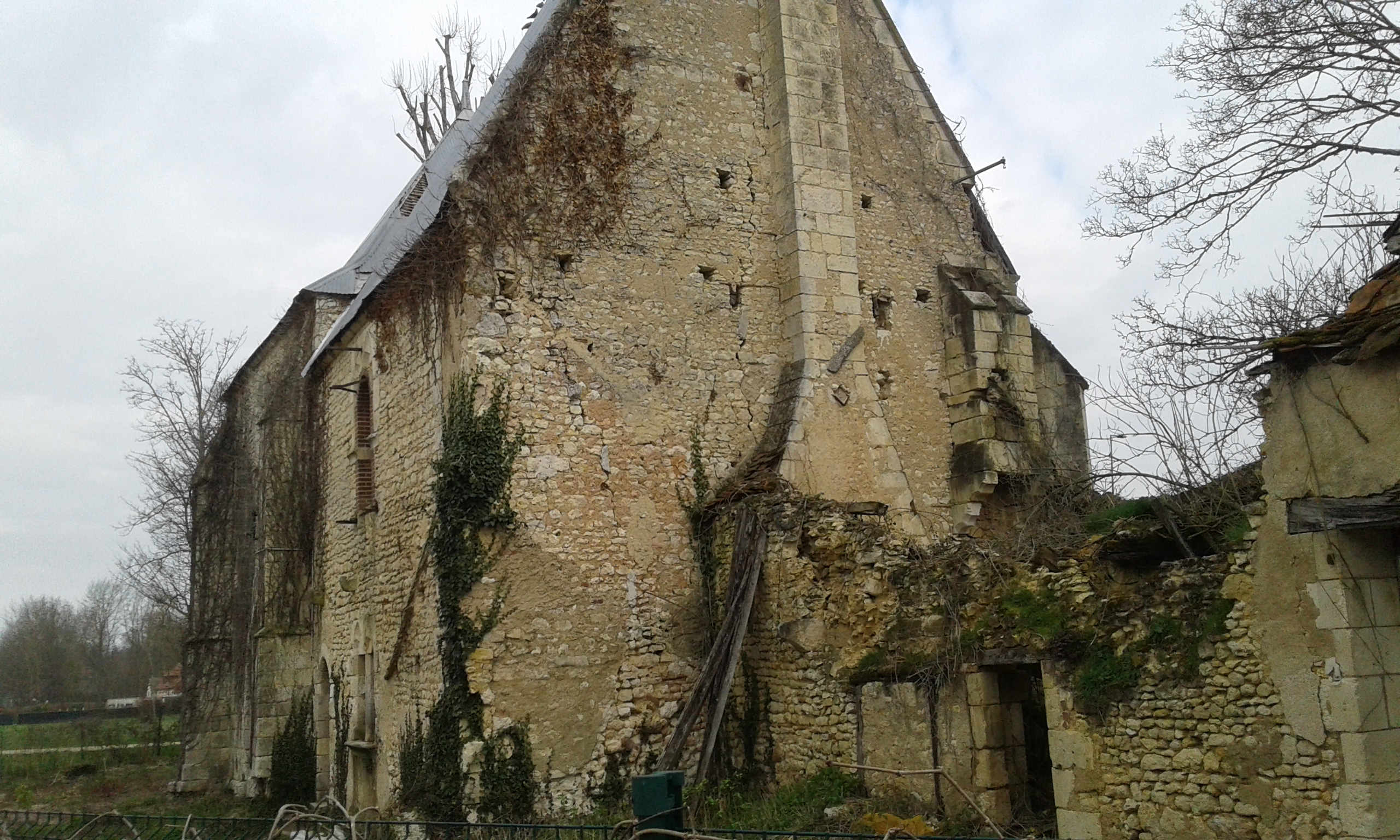
Façade latérale de l’ancien château de Lazenay.
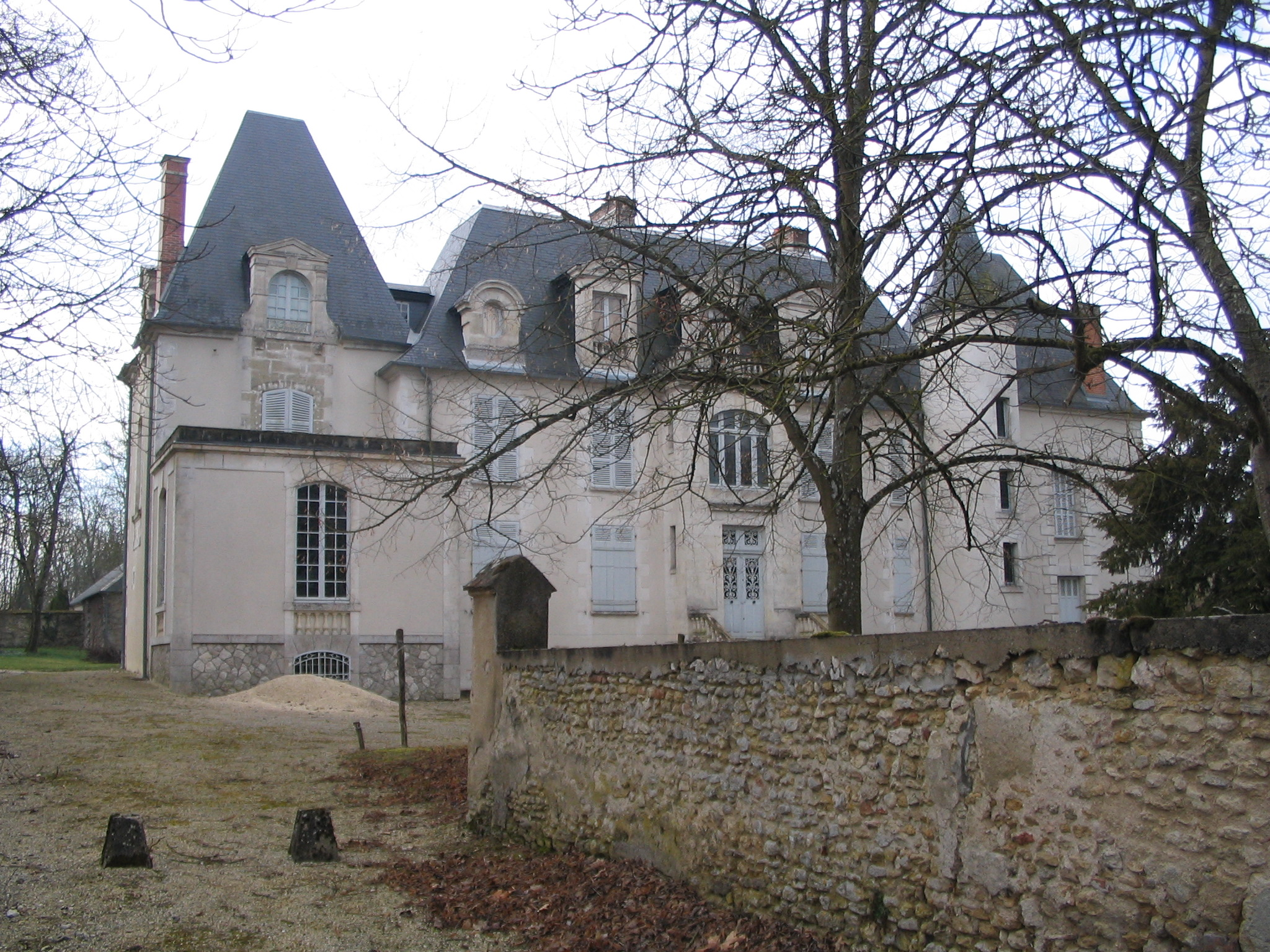
Le château récent du XIXe siècle ayant abrité le petit séminaire.
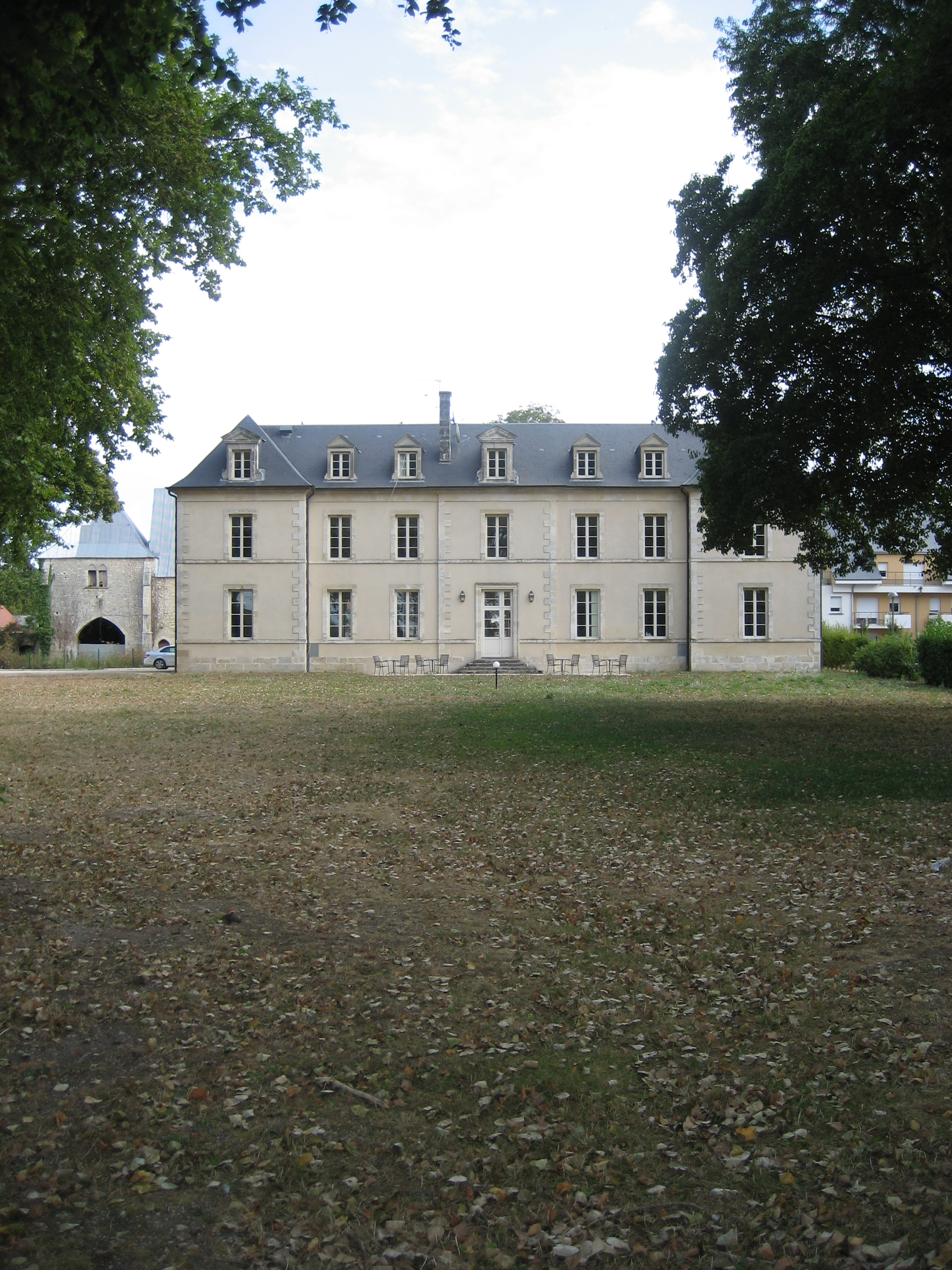
Façade arrière vers le lac et logis porche en arrière à gauche.
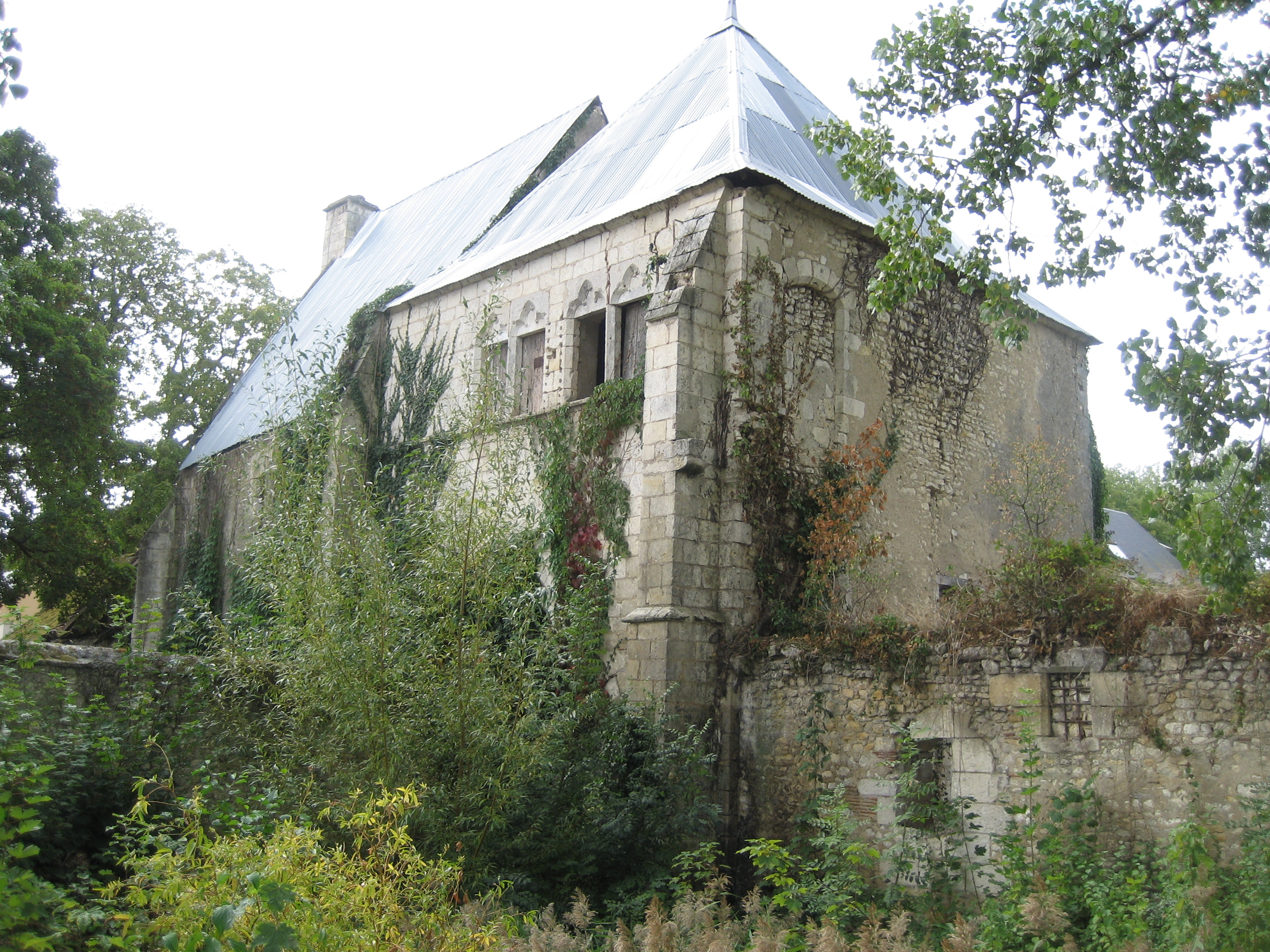
Vue de la face antérieure (côté route) du logis-porche de Lazenay.
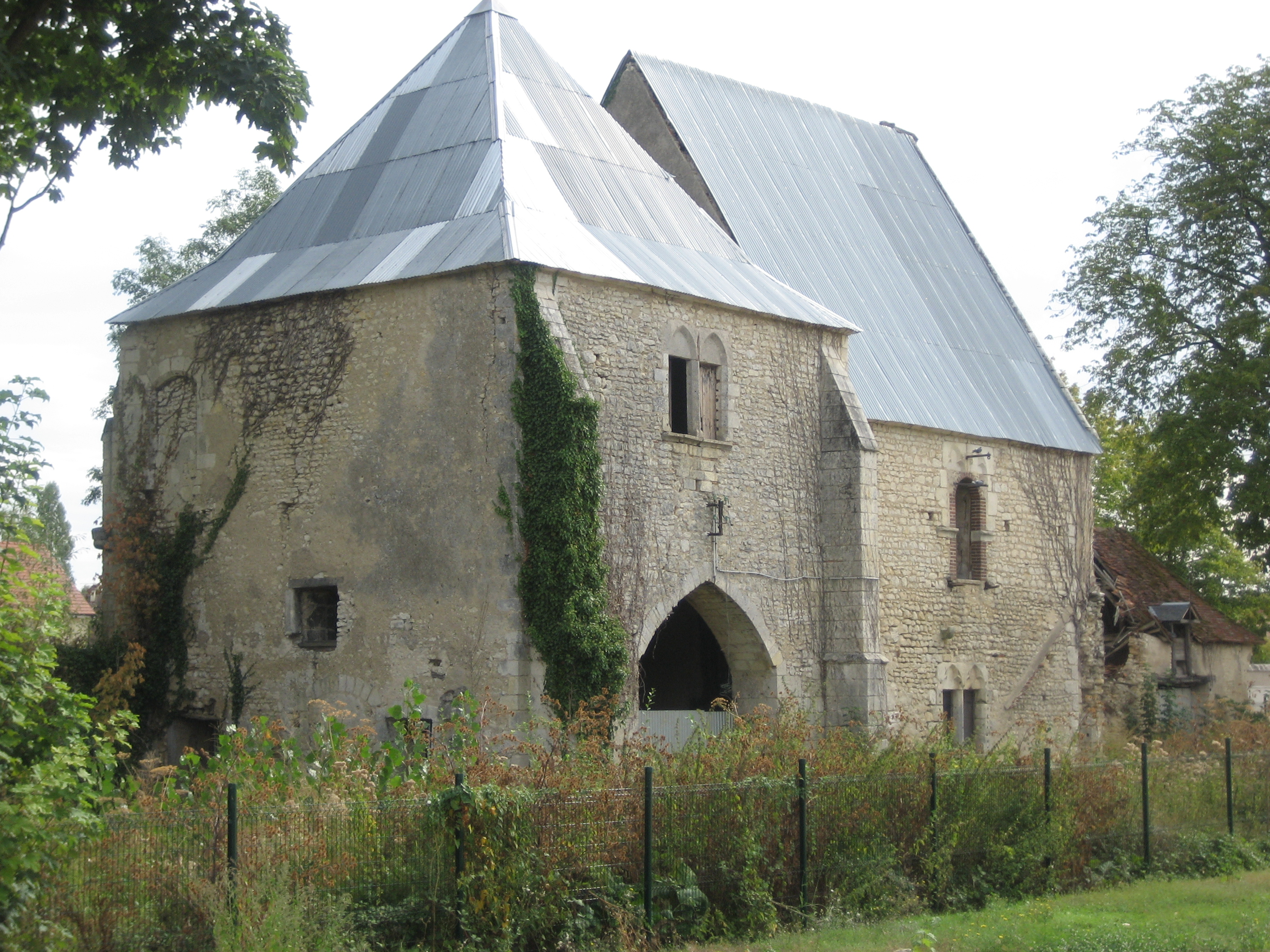
Vue postérieure (côté rivière) du logis-porche de Lazenay.